# Spongiodermidae
Spongiodermidae es una familia de gorgonias marinas que pertenecen al suborden Scleraxonia, del orden Alcyonacea, dentro de la subclase Octocorallia. 
Enmarcados comúnmente entre los corales blandos, ya que carecen de esqueleto, como los corales duros del orden Scleractinia, por lo que no son corales hermatípicos. 
Forman colonias de pólipos, de ocho tentáculos, unidos por una masa carnosa de tejido común generado por ellos, llamado cenénquima. Para darle consistencia, al carecer de esqueleto, su tejido contiene espículas de calcita.
La familia comprende 6 géneros de gorgonias. Se caracteriza por tener pólipos monomórficos, un axis (médula) compuesto de escleritas no fusionadas, y separada del cortex (capa de tejido externo que alberga los pólipos) por un anillo de canales longitudinales, y otro anillo separando el cortex interno y el externo. La inclusión de los géneros de la familia en análisis filogenéticos moleculares, a excepción de Tripalea, sugiere que la familia es monofilética, y es hermana de la familia Briareidae.

## Géneros
El Registro Mundial de Especies Marinas reconoce los siguientes géneros en Spongiodermidae:
- Callipodium Verrill, 1876
- Diodogorgia Kuekenthal, 1919
- Homophyton Gray, 1866
- Sclerophyton Cairns & Wirshing, 2015
- Titanideum Verrill, 1864
- Tripalea Bayer, 1955